# Holdvölgy Birtok
A Holdvölgy Birtok a Tokaji borvidék szívében, Magyarországon, Mádon található borászat. 28 hektáron gazdálkodik, 7 történelmi dűlőben, 30 parcellán. A birtok érlelő pincéje összesen 1,8 km hosszú, a környék egyik legrégebbi és leghosszabb pincerendszerének tekinthető. 
A birtok legfőbb célja, hogy minden évben elkészítse Tokaj legnemesebb borát, egyben a birtok vezető tételét, a tokaji aszút, mely az egyik leghíresebb természetes édesbor (botritiszes) a világon. Emellett további édes és száraz fehér borokat készítenek, melyek számos Michelin-csillagos étteremben megtalálhatók világszerte.
Víziójuk: “Olyan borokat kívánunk alkotni, amelyek Tokaj történelmi kiválóságával járulnak hozzá életünk meghatározó pillanatainak ünnepléséhez, megidézéséhez.“

## Történet
A borászat megalapításának kezdete egy születésnapi ajándékhoz kapcsolódik. Az alapító, Demkó Pascal édesanyja vetette fel a 90-es évek végén, hogy édesapja születésnapjára vehetnének pár négyzetméter szőlőt emlékként a Dorgó-teraszon, ahol a nagyszüleinek volt a félholdja. A vásárlás híre elterjedt a szomszédos idős tulajdonosok között, akik jelezték, hogy mivel már nem tudják művelni a területüket az akkor elhagyatott dűlő tetőn, örülnének, ha megvenné tőlük a szőlő parcellákat. Így gyűlt össze több félholdas telekből az első 2,5 hektár a történelmi Dorgó-dűlőben.
Mádra helyezték a fókuszt, itt vásároltak további területeket. Ennek oka, hogy a Mádi-medence talajtanilag, éghajlatilag, makro- és mikroklímáját illetően is különleges helyet foglal el a borászat világában. Továbbá az 1737-ben induló dűlőminősítésekből pontosan tudható volt, hogy melyek azok a parcellák, ahol több száz évvel ezelőtt is kiváló szőlő termett, és amelyből minőségi bor született.
Hivatalosan 2004-ben alakult meg a Birtok, és ekkor kezdődött el a tényleges szőlészeti és technológiai fejlesztés is. 2006-ban pedig megtörtént az első minőségi szüret, melynek során megfelelő alapanyagot sikerült szüretelni az első tokaji aszú évjárathoz és egyben ekkor kezdődött a borszortiment tudatos felépítése.

## Dűlők és szőlőfajták
A Mádi-medencében rendkívül gazdag a talajszerkezet, amely a területek diverzifikáltságának köszönhetően maximálisan megmutatkozik a borokban is.
1737-ben klasszifikált dűlők, melyben jelen vannak:
- Holdvölgy
- Nyúlászó
- Becsek
- Dorgó-tető
- Király
- Kakasok
- Úrágya

Mind a 6 hivatalos tokaji szőlőfajtával dolgoznak:
- furmint
- hárslevelű
- sárgamuskotály
- zéta
- kabar
- kövérszőlő

## Borok
A parcellák területi szétszórtsága még dűlőn belül is egyedi karakterű borok alkotására ad lehetőséget. A minőség érdekében, korlátozzák a termésmennyiséget, hogy a szőlőbogyók beltartalma, magas ásványianyag-tartalma, mineralitása még intenzívebb legyen. Egy olyan szortiment kialakítása volt a céljuk, amely egyrészt megbízható rendszerességgel és minőségben minden évben előállítható tételekből áll, helyet adva ugyanakkor az évjárati adottságok miatt születő, ritkábban előállítható boroknak is.
Két márkát különítenek el: „Holdvölgy” és „Hold and Hollo”

### Holdvölgy stílus
Dűlő- és fajtaválogatott borok, melyek egyértelmű lenyomatai a szőlőfajtának, a dűlőnek és az évjáratnak. Hosszú érlelési potenciállal rendelkeznek, mely a tokaji aszúk esetében akár több mint 50 év is lehet. A termékcsalád tételeinek nagyobb része minden évben elkészül, pl. a tokaji aszú és a furmint alapú száraz fehérbor házasítás. Más tételek palackozásában az évjárat alakulásának meghatározó szerepe van, így csak kivételes évjáratokban születnek meg. Ezen tételek létrehozásában főszerepet kap a borász egyéni kreativitása és az intuícióra is hagyatkozó alkotómunka.
- Vision - furmint alapú száraz birtokválogatás
- Meditation - dűlőszelektált száraz furmint
- Expression - száraz hárslevelű
- Exaltation - dűlőszelektált édes sárgamuskotály
- Eloquence - édes szamorodni
- Signature - édes birtokválogatás
- Intuition No1. – dűlőszelektált édes zéta szamorodni
- Intuition No2. – dűlőszelektált száraz sárgamuskotály
- Intuition No3. – dűlőszelektált száraz furmint
- Intuition No4. – száraz kabar
- Culture – 6 puttonyos tokaji aszú

### Hold and hollo stílus
A borvidéken megszokott stílustól eltérően, színesebb és provokatívabb formát öltő fehérbor termékcsalád a Hold and Hollo. Ez mind a borok stílusában, mind pedig a designban megjelenik. Főként házasítások kerülnek a márkába, melyek nem az évjáratról és a terroirról szólnak, hanem a kiszámítható és felismerhető stílusról.
- Hold and Hollo  – félszáraz gyöngyözőbor
- Hold and Hollo Dry – száraz válogatás
- Hold and Hollo Sweet – édes birtokválogatás

## Pincerendszer
A több mint 500 éves Holdvölgy pince Mád legkiterjedtebb rendszere, melynek egyes részeit még a késő középkorban építették. A történelem során több tulajdonossal is rendelkezett, fontos eseményeknek helyet adva, melyek folyamatosan formálták. Hercegek, bárók grófok találkozóhelye volt a 19-20. század fordulóján, a 2. világháború alatt pedig rejtekhelyként funkcionált. Ezen időszak alatt alakult ki a pince kürtője, mely a háborús időkben a konyhai füst elvezetését biztosította az óvóhelyen.
Mai felépítése 1955-ben jött létre 9, korábban különálló pincejárat egybenyitásával. Ekkor főként magyar és szovjet delegációk egyeztetései zajlottak itt, melyek során tokaji aszút fogyasztottak.
2011 és 2013 között egy 23 hónapos felújítás után készült el a borászat és borszaküzlet épülete, mely szervesen belesimul az UNESCO Világörökségi környezetbe, közvetlen kapcsolattal a pincejáratokhoz. A birtok teljes épületegyüttesét 2018-ban a világ egyik legrangosabb építészeti versenyén a milánói A’Awards-on bronzéremmel is elismerték.
A pincerendszer feltárt részei jelenleg közel 2 km-es labirintust alkotnak 3 szinten és 109 pinceággal. A kincskereső programok és így a borkóstolók is itt kapnak helyet, melyek során egy térkép segítségével kell megkeresni a kóstolósor borait.

## Díjak
A Holdvölgy borai régóta szerepelnek magyar és nemzetközi versenyeken, de a pincelátogatás és borkóstoló programjuk, és annak helyszíne is kapott már elismerést.
Legfontosabb arany- és platinaérmes borversenyek az elmúlt évekből:
- Decanter World Wine Awards
- Decanter Asia Wine Awards
- Berliner Wine Trophy
- San Fransisco International Wine Competition
- Women's Wine & Spirit Awards
- EXPOVINA Wine Trophy Zürich
- Gilbert & Gaillard International Challenge
- Muscats du Monde
- Alliances du Monde - Wine & Barrel
- Challenge International du Vin
- CINVE, Spanyolország, 13th International W&S contest
- Winelovers Wine Awards
- VinAgora Nemzetközi Borverseny
- Magyar Tudományos Akadémia Borverseny
- Debrecen Város Bora[13]
- Szegedi Borfesztivál
- Pannon Bormustra
- VinCe Awards[14][15]